# Église Notre-Dame-du-Bas de Ronchamp
Pour les articles homonymes, voir Église Notre-Dame.
L'église Notre-Dame-du-Bas est située dans le centre-ville de Ronchamp, en Haute-Saône, dans la région française de Bourgogne-Franche-Comté. Elle est construite dans un style néogothique entre 1863 et 1864 à l'emplacement d'une ancienne église.

## Histoire
Le 28 mai 1737, l'archevêque de Besançon décrète la construction d'une nouvelle église paroissiale pour remplacer la chapelle Notre-Dame-du-Haut, située au sommet de la colline de Bourlémont et menaçant alors de ruine. Celle-ci est construite au centre du village à côté de l'emplacement de l'ancienne chapelle Saint-Hubert construite en 1269 par la seigneurie. Une nouvelle église néogothique est construite de 1863 à 1864 à l'emplacement de cette église, alors sous-dimensionnée par rapport à l’augmentation démographique provoquée par les houillères de Ronchamp. L'église disposait d'un cimetière qui est transféré sur la colline lors de la reconstruction, des vestiges subsistent.
L'église de Ronchamp accueille systématiquement les obsèques des mineurs morts lors de catastrophes dans les houillères de Ronchamp, c'est notamment le cas lors de la catastrophe du puits du Magny en septembre 1879 ou encore lors de catastrophe de l'Étançon en décembre 1950, la dernière tragédie liée à la mine.

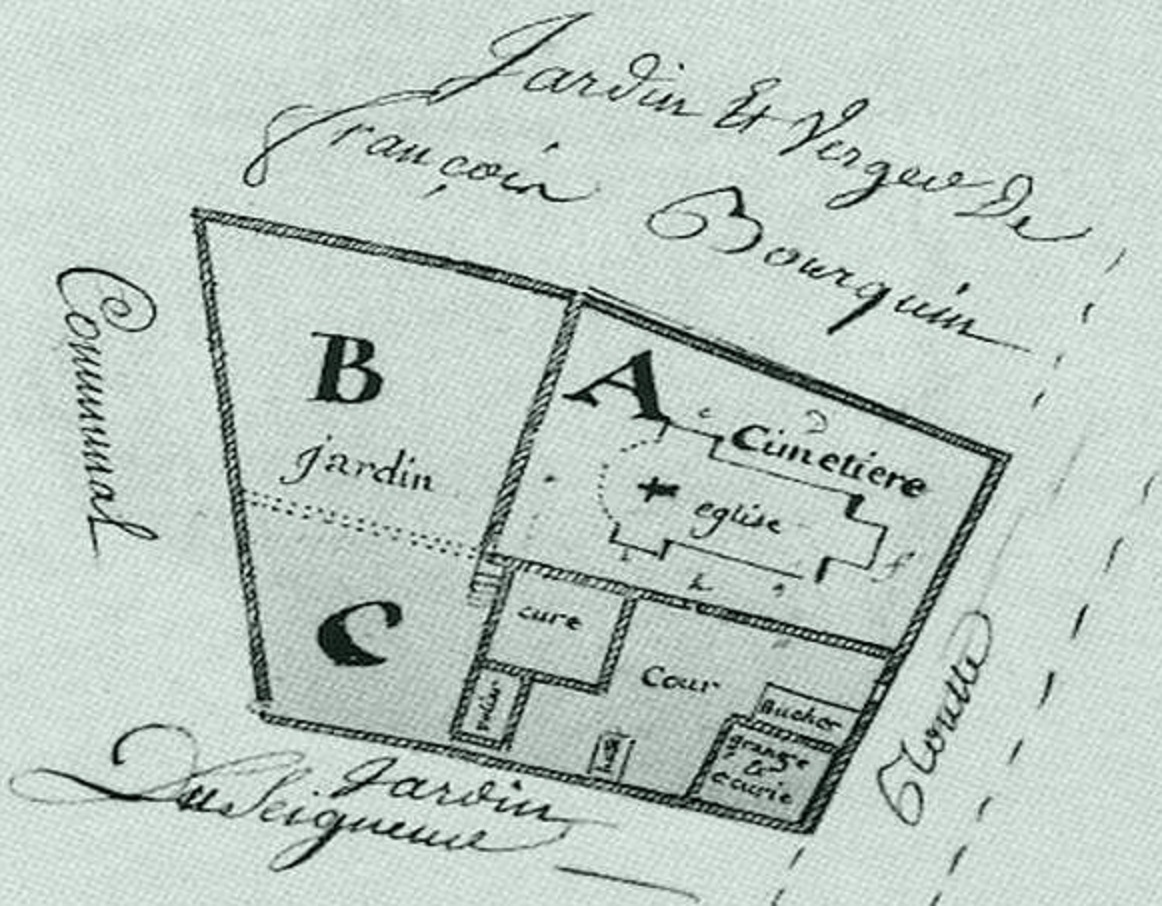
Plan de l'église (1741).
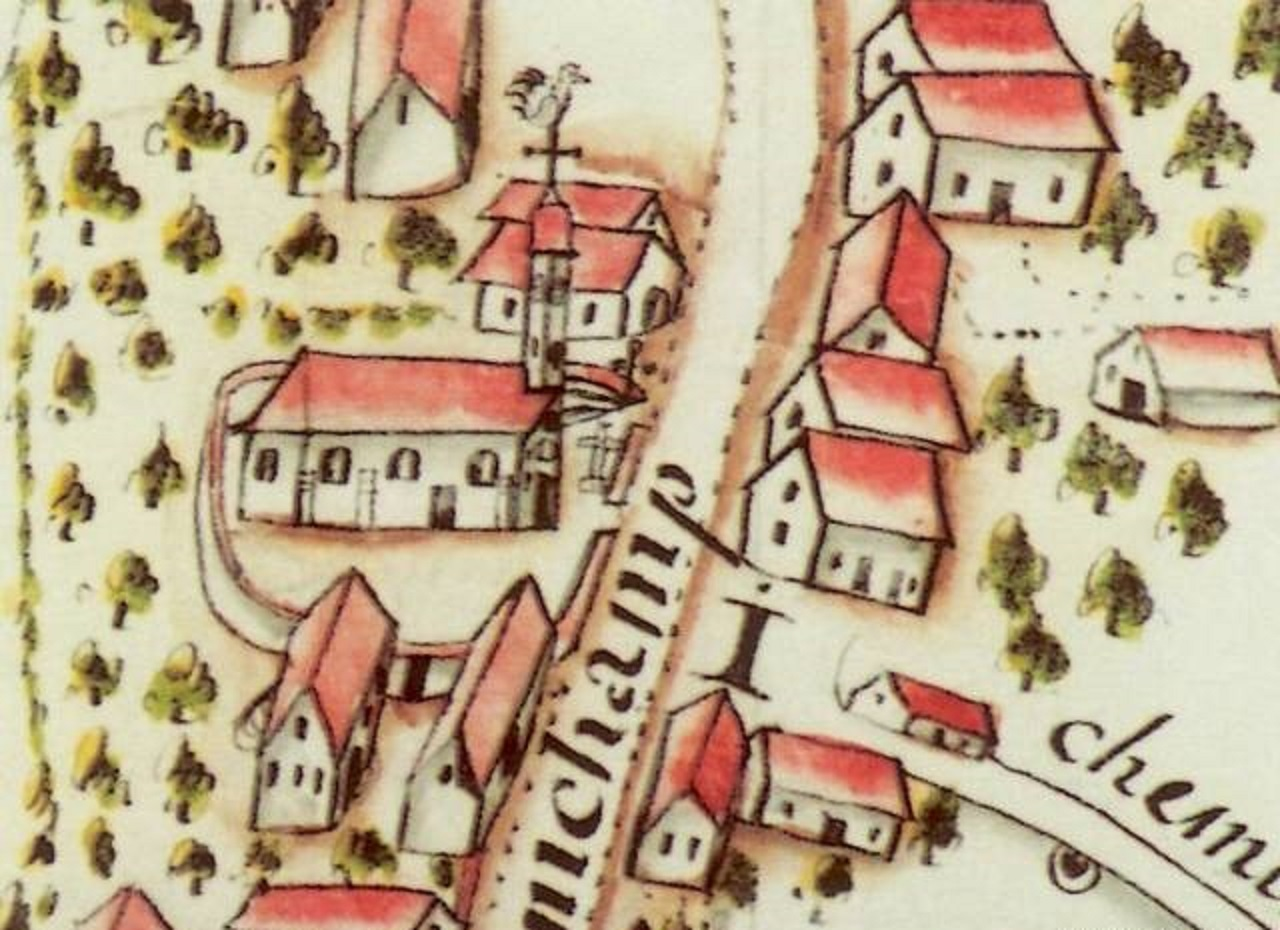
Ronchamp en 1779.
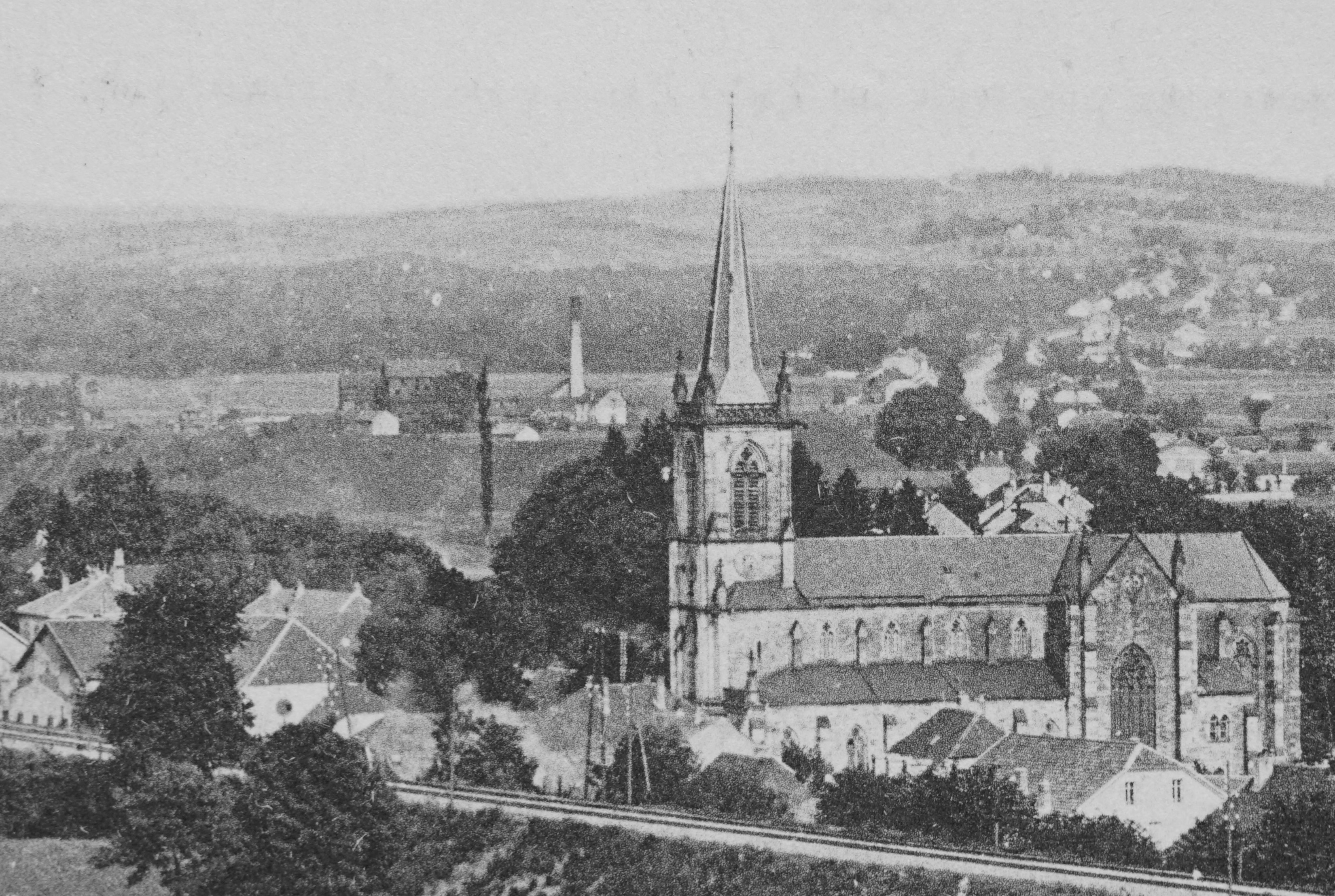
L'église à l'époque des mines.

## Architecture
De style néo-gothique, elle est due à l'architecte Jean-Baptiste Colard. Son clocher est surmonté d'une flèche. Elle possède trois portails et du mobilier du XIXe siècle,.

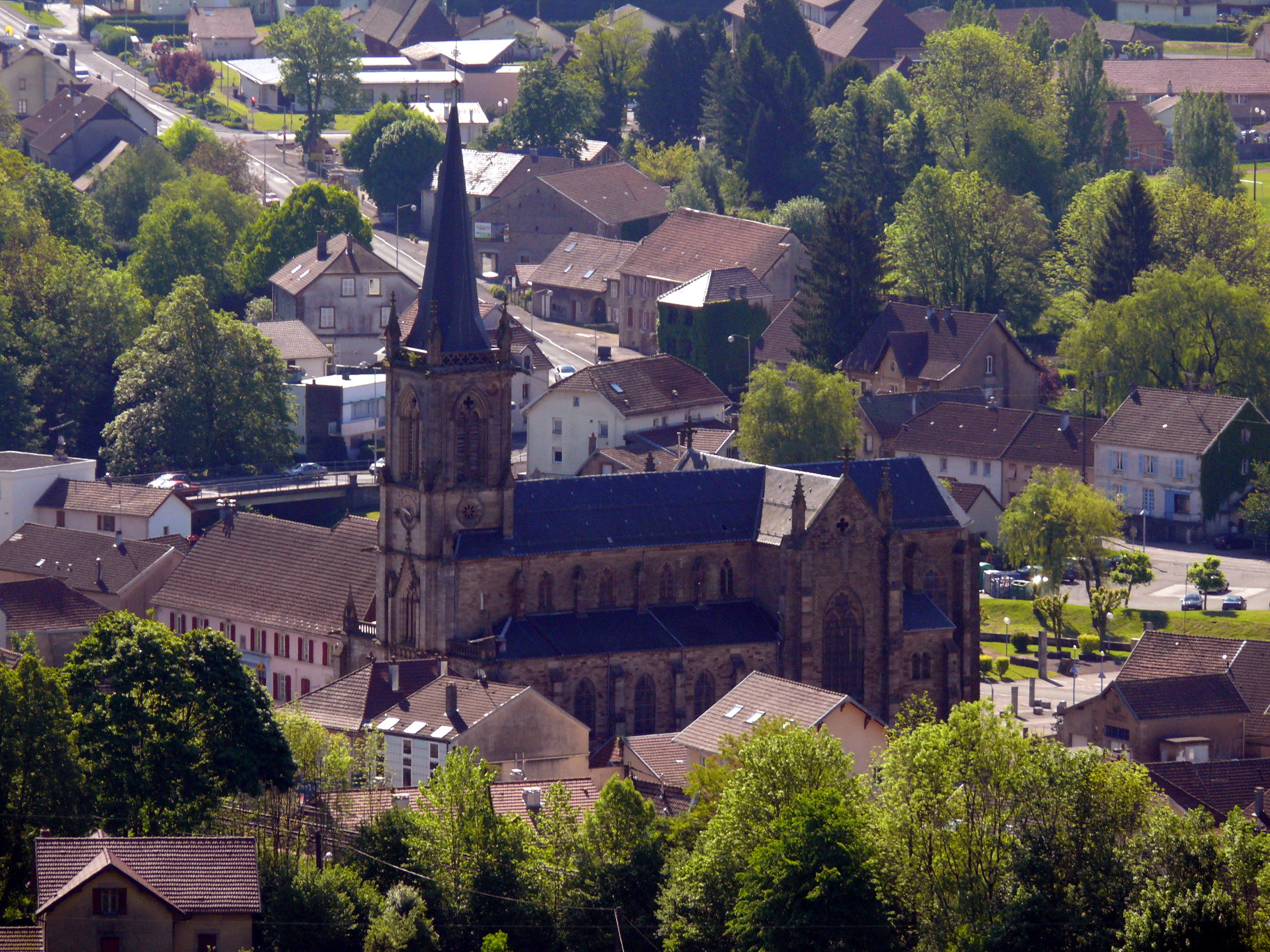
Vue depuis la colline de Ronchamp.
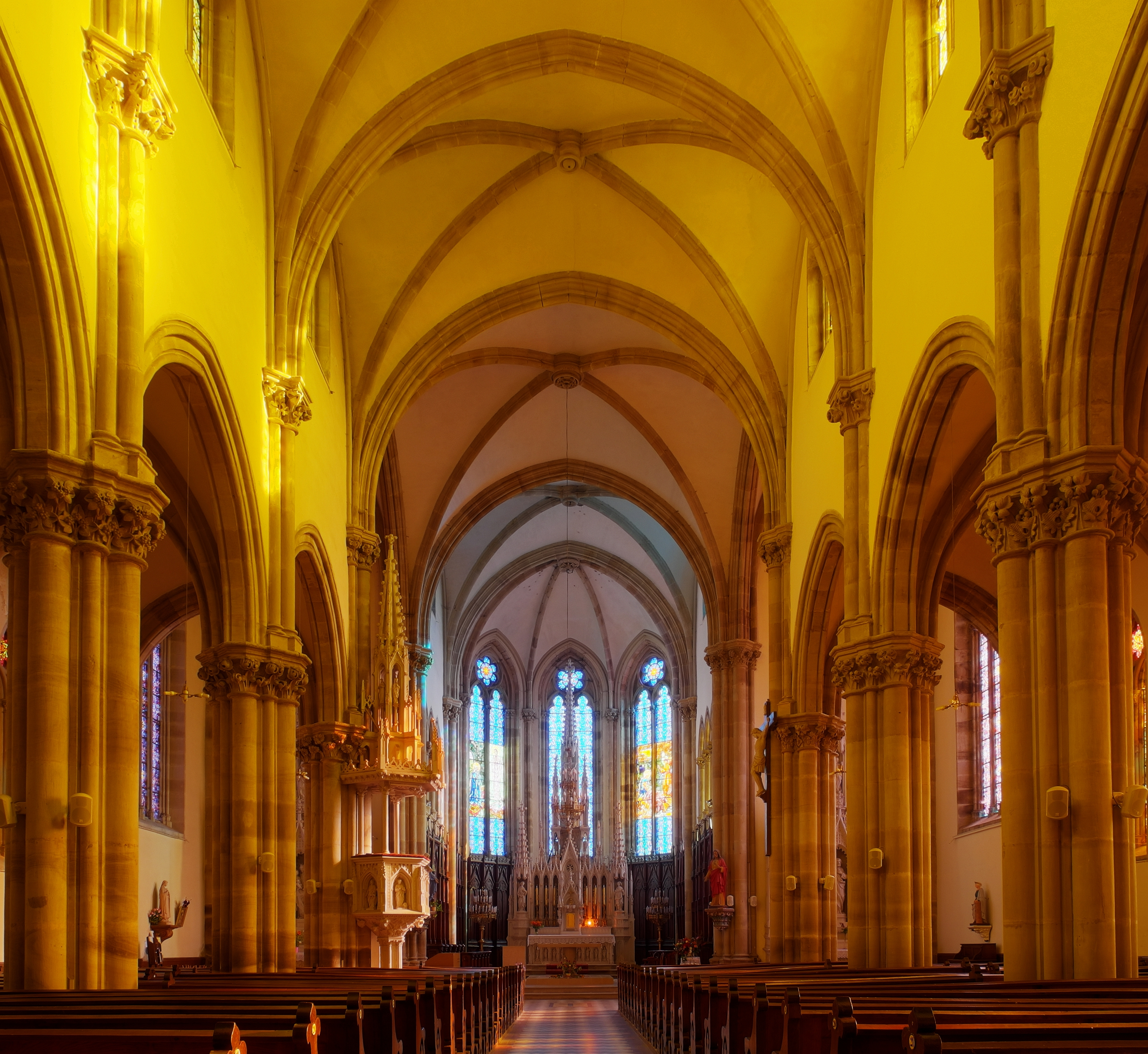
La nef et le chœur.
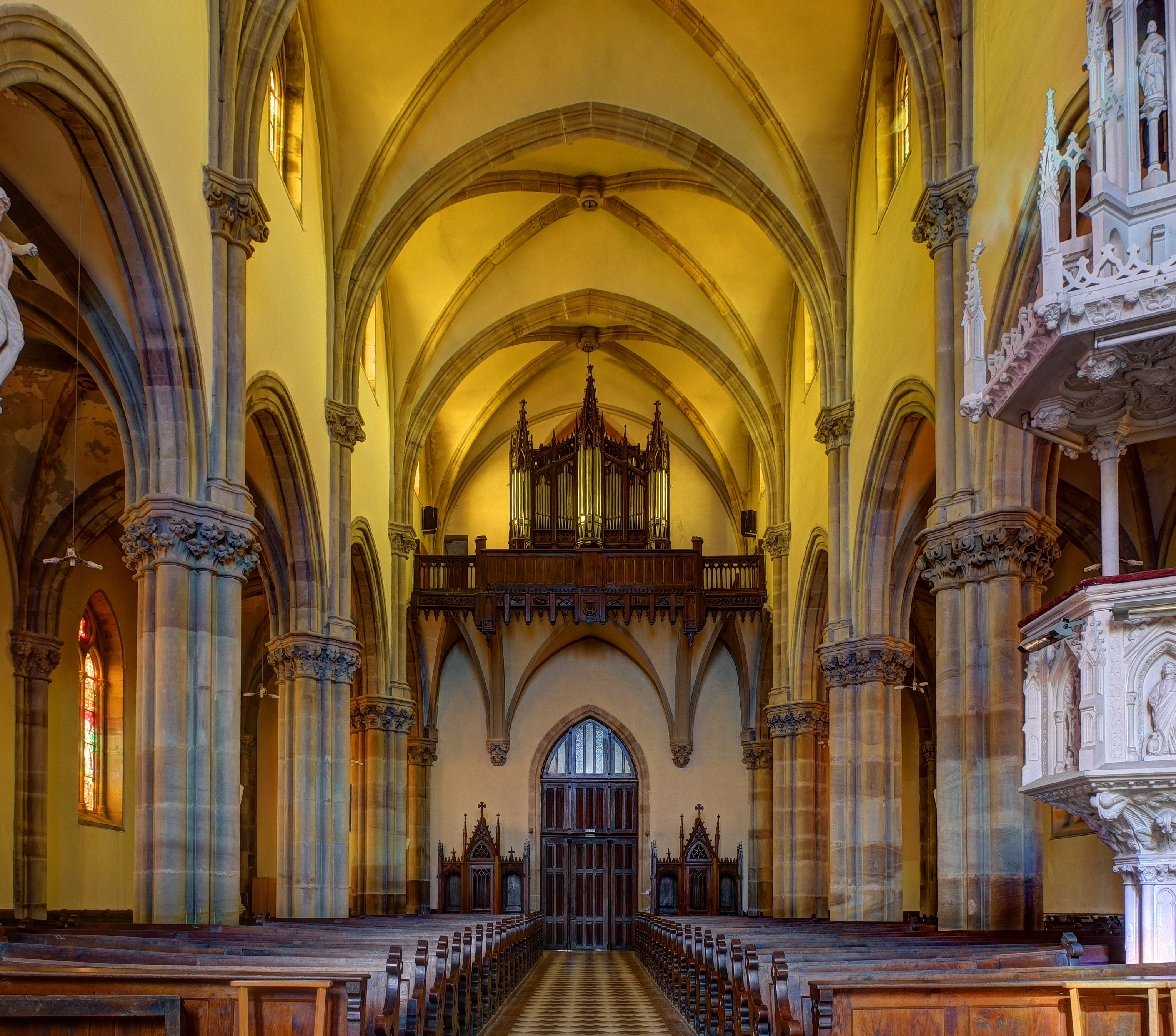
La nef et l'orgue.
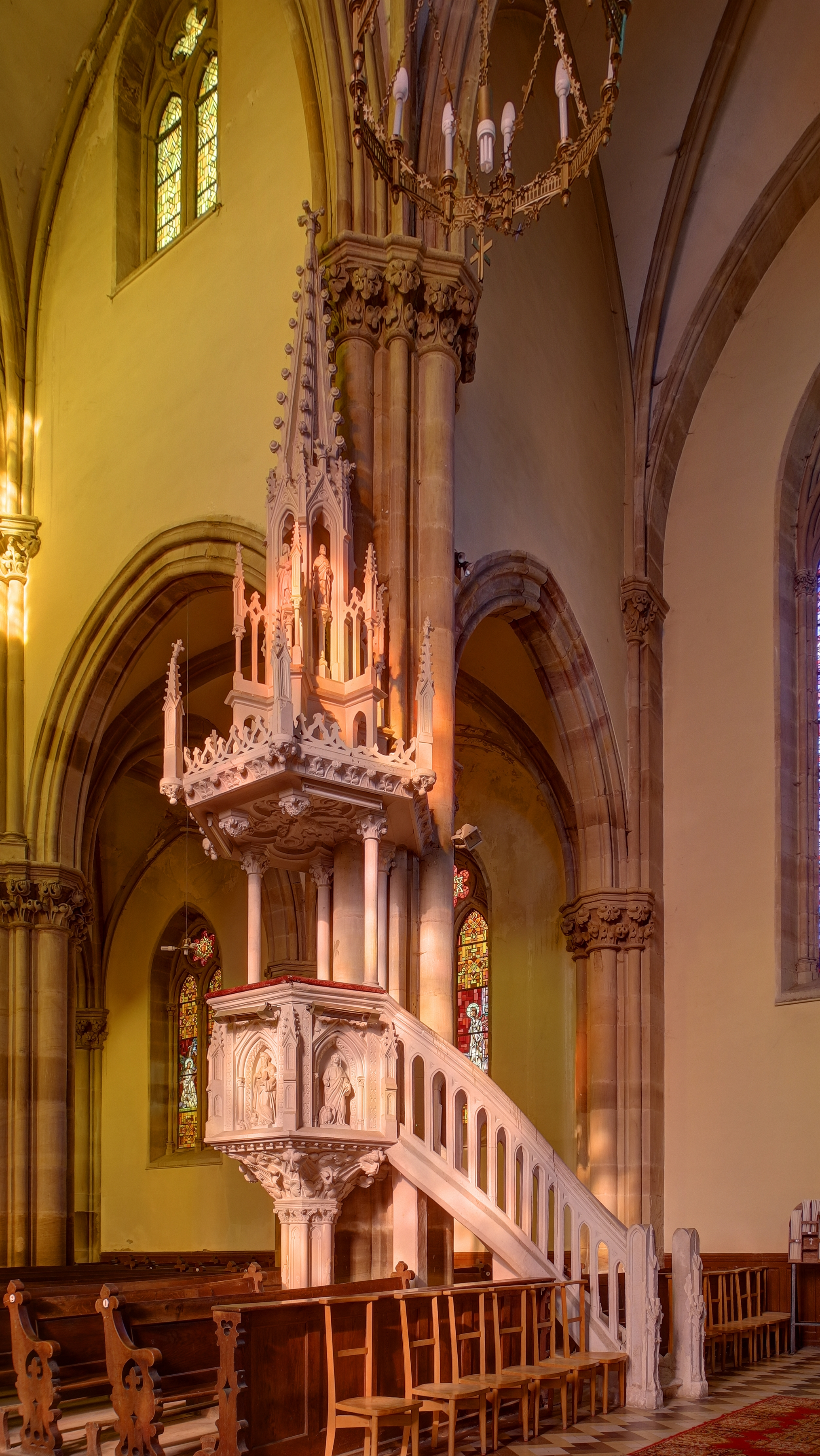
La chaire.
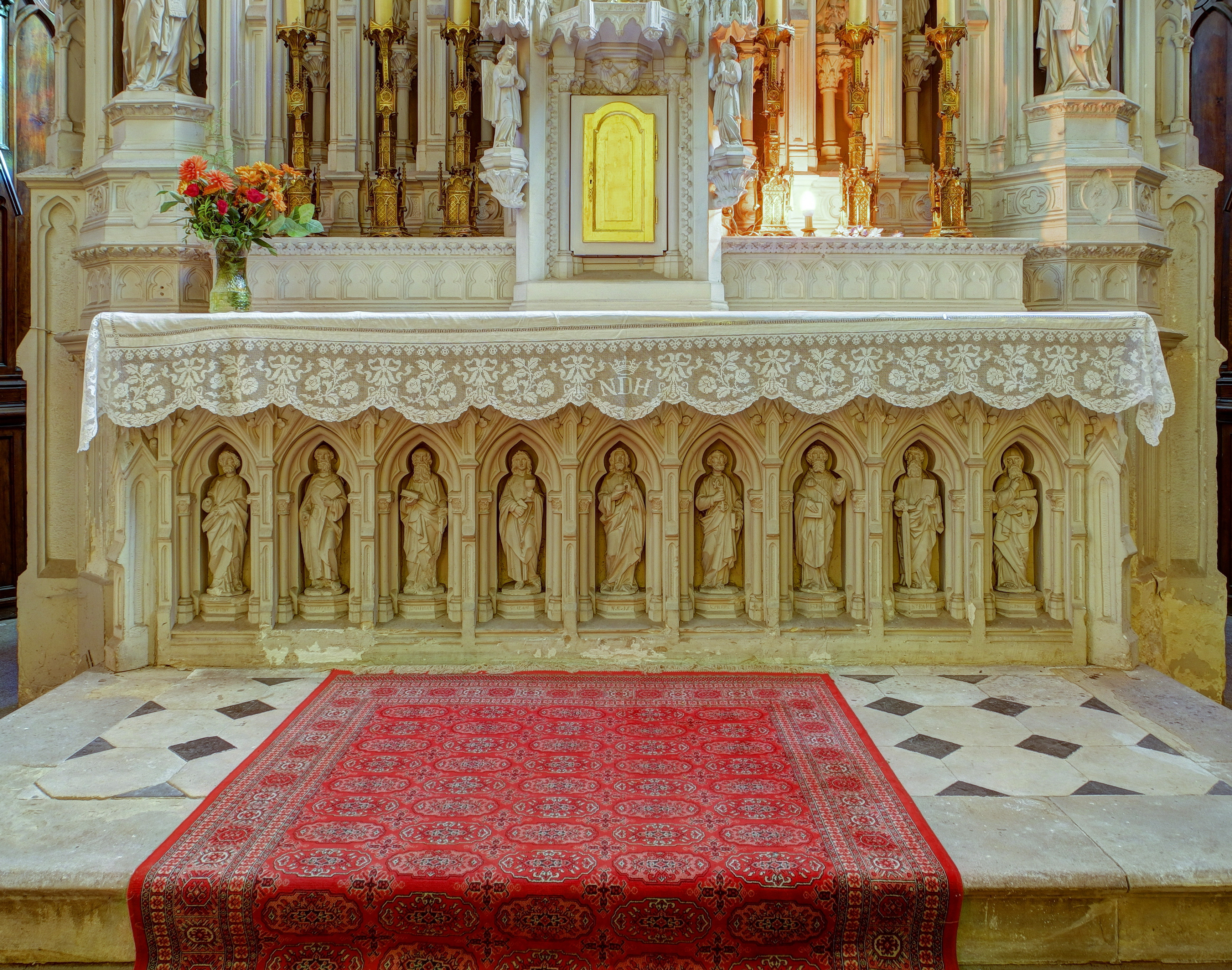
L'autel.

## Culte
Ronchamp est rattachée à l'unité pastorale de Champagney, faisant partie du doyenné de Lure, qui dépend de l'archidiocèse de Besançon.
L'église Notre-Dame-du-Bas est consacrée à la Vierge Marie, c'est l'église paroissiale de la commune, la chapelle Notre-Dame du Haut étant un lieu de pèlerinage et un lieu de culte estival. En dehors des messes classiques, des messes en polonais sont organisées une fois par mois dans l’église par la mission catholique polonaise du Nord-Est, c'est l'une des conséquences de l'immigration polonaise dans les houillères de Ronchamp toujours visible en 2005.